# Makadam

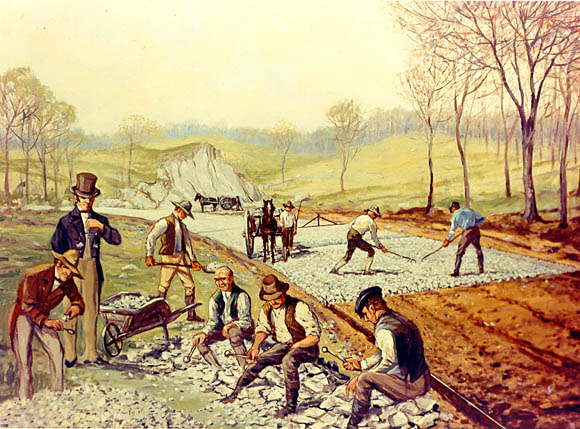
Budowa drogi z zastosowaniem tej metody (1823)

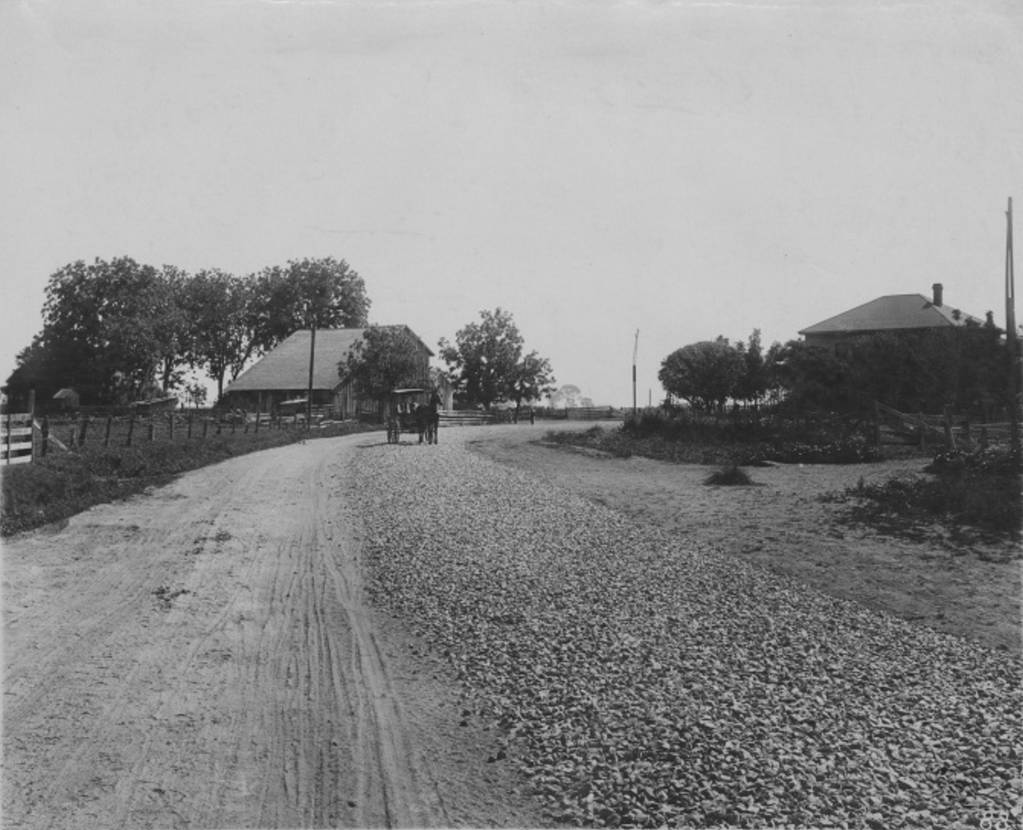
Nawierzchnia makadam, Kalifornia, ok. 1850

Makadam – nawierzchnia drogowa złożona z dwóch uwałowanych warstw tłucznia: dolnej – o większej ziarnistości i górnej – o ziarnistości mniejszej. Warstwy tłucznia uwałowane są na podłożu z piasku. Nazwa pochodzi od nazwiska szkockiego wynalazcy metody szybkiej budowy dróg Johna Loudona McAdama (1756 – 1836).